# 格拉奇娜·巴切维茨
格拉奇娜·巴切维茨（波蘭語：Grażyna Bacewicz，1909年2月5日—1969年1月17日），波兰作曲家，小提琴家。

## 历史
早年在华沙音乐学院学习，后接受帕德雷夫斯基资助赴巴黎师从娜迪亚·布朗热，回国后在乐队演奏小提琴为生。二战后回到罗兹任教，后来因车祸不幸致残。她的作品多为弦乐器而作，体现出浪漫主义的特征，同时也有一定的现代性。